# Dirk Bach
 (mai 2020).
Si vous disposez d'ouvrages ou d'articles de référence ou si vous connaissez des sites web de qualité traitant du thème abordé ici, merci de compléter l'article en donnant les références utiles à sa vérifiabilité et en les liant à la section « Notes et références ».
Dirk Bach (Cologne, 23 avril 1961 - Berlin-Lichterfelde, 1er octobre 2012) est  un comédien et personnalité de la télévision allemande. Il est surtout connu pour son Dirk Bach Show, qui a été diffusé à partir de 1992 par la ZDF. Bach est un militant pour les droits des droits LGBT.
Il repose au Melaten-Friedhof de Cologne.

## Filmographie
Films
- 1983 : Kiez (de)
- 1984 : Im Himmel ist die Hölle los
- 1985 : Peter macht den Acker frisch! (téléfilm)
- 1989 : Im Jahr der Schildkröte
- 1993 : Kein Pardon (de)
- 1995 : Nich’ mit Leo
- 1997 : Rendezvous des Todes (téléfilm)
- 1998 : Frau Rettich, die Czerni und ich
- 1999 : Zum Sterben schön (téléfilm)
- 2001 : Das Rätsel des blutroten Rubins (téléfilm)
- 2001 : Der Mann, den sie nicht lieben durfte (téléfilm)
- 2003 : Karlchens Parade
- 2003 : Suche impotenten Mann fürs Leben
- 2003 : Crazy Race
- 2004 : Crazy Race 2 – Warum die Mauer wirklich fiel (téléfilm)
- 2005 : Popp Dich schlank! (téléfilm)
- 2005 : Urmel aus dem Eis (téléfilm)
- 2006 : Zwei zum Fressen gern (téléfilm)
- 2006 : Rock ’n’ Roll Wild Boys
- 2006 : Crazy Race 3 – Sie knacken jedes Schloss (téléfilm)
- 2007 : Des Kaisers neue Kleider (téléfilm)
- 2008 : African Race – Auf der Jagd nach dem Marakunda (téléfilm)
- 2008 : ProSieben Märchenstunde – Dornröschen (téléfilm)
- 2008 : Treuepunkte (téléfilm)
- 2008 : Tom und das Erdbeermarmeladebrot mit Honig (téléfilm)
- 2008 : Dornröschen
- 2008 : Il Giardino (court-métrage)
- 2009 : Lauras Stern und der geheimnisvolle Drache Nian (enregistré)

Télévision
- 1986 : Kir Royal (de)
- 1992–1994 : Dirk Bach Show
- 1994 : Die Weltings vom Hauptbahnhof – Scheidung auf Kölsch
- 1994 : Drei zum Verlieben
- 1995 : Marys verrücktes Krankenhaus
- 1996–2001 : Lukas
- 1998 : Varell & Decker
- 1999–2002 : Oggy und die Kakerlaken
- 2000–2007 : Sesamstraße
- 2002 : Der kleine Mönch
- 2004–2012 : Ich bin ein Star – Holt mich hier raus!
- 2004–2011 : Schillerstraße
- 2006–2008 : Frei Schnauze
- 2009 : Einfach Bach! (téléfilm)
- 2010 : Verbotene Liebe
- 2011 : Die ARGE Talk Show
- 2011 : Bauernfrühstück – der Film

Théâtre
- 2000 : Die Schöne und das Biest (musical, Stuttgart) comme Herr von Unruh
- 2001 : Der Glöckner von Notre Dame (musical, Berlin) comme Antoine
- 2011–2012 : Kein Pardon – Das Musical (Düsseldorf) comme  Heinz Wäscher

Audiobooks
- Eine Schultüte voller Geschichten
- Die 13½ Leben des Käpt'n Blaubär
- Die Mumins – Eine drollige Gesellschaft

## Sources
- (nl) Cet article est partiellement ou en totalité issu de l’article de Wikipédia en néerlandais intitulé « Dirk Bach » (voir la liste des auteurs).